# 商界展關懷
商界展關懷（英文： Caring Company ）是一項由香港社會服務聯會策動的計劃，旨在促進商界與社福界之間的策略性伙伴合作，共同推動企業社會責任，建設共融社會；啟發企業社會責任，鼓勵工商及公共機構關懷社群、關心員工及愛護環境等。獲頒「商界展關懷」的機構可將標誌使用於各項宣傳活動及物品上，向顧客、會員及公眾人士展示其良好社會企業責任形象。
除啟發企業社會責任外，「商界展關懷」計劃亦致力推動商界與社福界建立伙伴合作關係，並透過舉辦不同類型的跨界別交流活動，讓企業和社會服務機構彼此認識和加深了解，開拓合作空間以推行針對社會需要的跨界別社區計劃。

## 成立起因
- 香港在經歷亞洲金融風暴和沙士。香港社會服務聯會在2002年開展了「商界展關懷」計劃，凝聚各界合作，逐漸形成一個擁有2,500多間企業 / 機構、460多家社會服務機構共同合作的平台。

## 督導委員會
計劃受慈善團體及其他社會人士監察，確保計劃運作順利。
- 陳智思
- 陳仰宗
- 蔣麗芸
- 方文雄
- 孔令成
- 郭琳廣
- 劉玉燕
- 羅君美
- 馬錦華
- 溫麗友
- 黃英褀

## 外部連結
- 商界展關懷網頁（页面存档备份，存于）
- 商界展關懷Facebook（页面存档备份，存于）